# Orientale

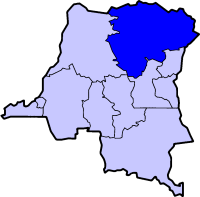
Provinsen Orientale enligt indelningen 1988–2015.

Orientale (även Oriental, förr: Haut-Zaïre) är en region i Kongo-Kinshasa, som mellan 1933 och 2006 (med undantag för 1962–1966) också utgjorde en egen provins eller administrativ region. Provinsens huvudstad var Kisangani.
Provinsen låg i nordöstra delen av Kongo och gränsade i väst till Équateur, i sydväst till Kasaï-Oriental, i söder till Maniema och i sydöst till Norra Kivu. I norr finns Centralafrikanska republiken och Sydsudan (till 2011 Sudan), i öst Uganda.
Distriktet Ituri har varit skådeplatsen för Iturikonflikten.

## Historia
Den första provinsen med namnet Orientale bildades 1914 när Belgiska Kongo delades in i provinser. Denna provins delades 1933 i Stanleyville och Costermansville, namngivna efter huvudstäderna (idag Kisangani och Bukavu). Provinsen Stanleyville återfick namnet Orientale 1947. Efter att Belgiska Kongo blev självständigt som Kongo-Léopoldville 1960 delades denna provins 1962 i Uele, Haut-Congo och Kibali-Ituri. Efter Mobutus maktövertagande återförenades dessa till regionen Haut-Zaïre, som efter hans fall återigen blev provinsen Orientale.
I byarna Durba och Watsa, båda i Orientale, bröt 1998 Marburgfebern ut bland arbetare i guldgruvor.
Provinsen skulle enligt 2006 års konstitution delas i Haut-Uele, Bas-Uele, Tshopo och Ituri, vilket genomfördes 2015.